# 登極令
登極令（とうきょくれい、明治42年2月11日皇室令第1号）は、帝国憲法および旧皇室典範下の天皇の践祚・即位礼・大嘗祭・元号に関して規定していた旧皇室令である。1909年2月11日公布。のち附式が修正された。
1947年（昭和22年）5月1日に公布された「皇室令及附属法令廃止ノ件」（昭和22年皇室令第12号）により、日本国憲法および現皇室典範が施行される前日の同年5月2日限り廃止された。

## 概要
本令18条および附式二編から成る。
その規定内容は、
- 践祚のときは掌典長をして賢所で祭典を行わせ、践祚の旨を皇霊殿、神殿に奉告させる
- 践祚後は直ちに元号を改める（一世一元の制）
- 元号は枢密顧問官に諮詢を経て勅定し、詔書で公布する
- 即位の礼（御大典）、大嘗祭は秋冬の間に行い、その事務を掌理させるため、宮中に大礼使を置く
- 即位の礼、大嘗祭を行う期日は宮内大臣、国務大臣の連署で公告する
- 即位の礼、大嘗祭を行う期日が定まった際には、宮中三殿（賢所、皇霊殿、神殿）に奉告し、勅使に神宮、神武天皇山陵ならびに前帝四代の山陵に奉幣させる
- 大嘗祭の斎田は京都以東以南を悠紀（ゆき）地方とし、京都以西以北を主基（すき）地方とし、その地方は勅定する
- 即位の礼を行う期日に先立ち、天皇は神器を奉じ皇后とともに京都の皇宮に移る
- 即位の礼を行う当日には皇霊殿、神殿に勅使を遣わし報告させる　大嘗祭を行う当日には神宮と皇霊殿、神殿並びに官幣大社、国幣大社に勅使を遣わし奉幣をさせる
- 大嘗祭を行う一日前には鎮魂の式を行う
- 即位の礼および大嘗祭は附式の定めるところによって行い、即位の礼および大嘗祭を訖ったときは大餐を賜い、天皇は皇后とともに神宮、神武天皇山陵ならびに前帝四代の山陵に謁する
- 東京宮城に還幸した際には、天皇・皇后共に皇霊殿、神殿に謁する
- 諒闇中には、即位の礼および大嘗祭は行わない

などである。附式には本令の規定の細目にわたってその儀式の次第が詳記されている。